# Manuel Jose Hidalgo
Manuel José Hidalgo Guadamo  (San Rafael de Atamaica, Estado Apure, Venezuela, 28 de abril de 1937 – San Fernando de Apure, Venezuela, 3 de septiembre de 2012) fue un Educador y Político Venezolano cuyo nombre lleva actualmente la principal Escuela de la comunidad del Pereño en el municipio Biruaca del Estado Apure  en Venezuela.  
Nacimiento y Juventud
Manuel José Hidalgo nace el 28 de abril de 1937 en la población de San Rafael de Atamaica del Estado Apure en Venezuela. Sus padres fueron Don Raimundo Hidalgo Villazana y Doña Julia Mercedes Guadamo. Paso su niñez en el pueblo de Guasimal a orillas del río Matiyure donde su padre tenía un negocio de Mayor de víveres y mercancías. Aprendió sus primeras letras en la escuela de la localidad. Posteriormente es enviado a la ciudad de Caracas para cursar estudios como interno en el colegio San Fernando de Caracas. Allí experimento de cerca la situación política y social del país durante la dictadura de Marcos Pérez Jiménez haciéndole reflexionar sobre lo que posteriormente fueron sus pasos en la vida pública y política.
Estudios y Trayectoria

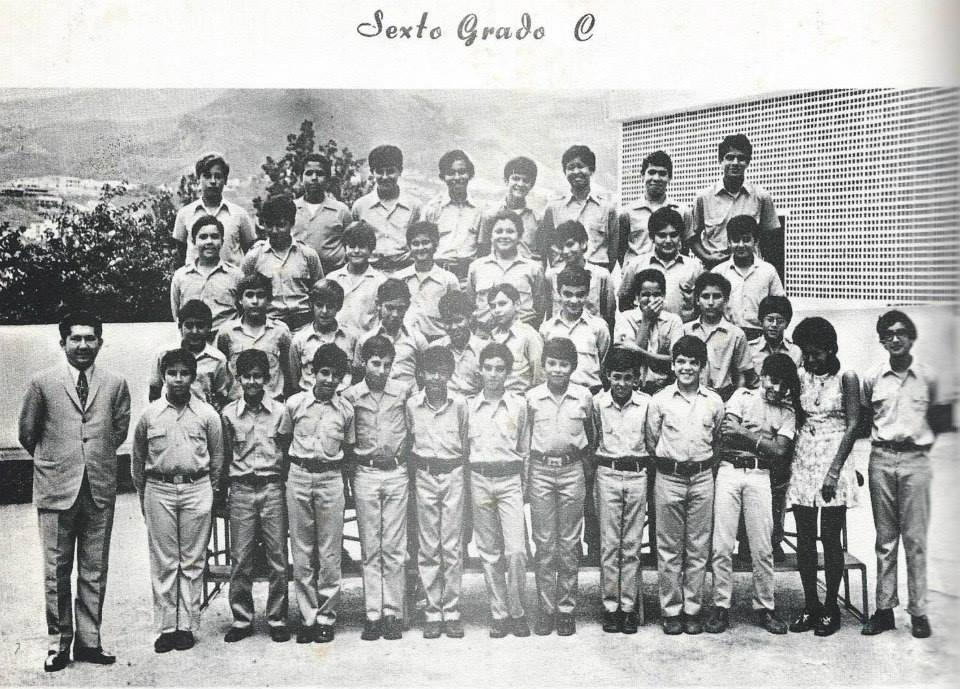
A la izquierda el Profesor Manuel Jose Hidalgo con sus alumnos de 6° grado del Colegio Instituto Escuela. Caracas Venezuela.

Gracias a una beca pudo costearse sus estudios superiores en la capital. Durante los años 60 estudio en el Instituto Experimental docente de Caracas. En 1967 inicia su carrera como maestro normalista de primaria en el colegio “Instituto Escuela” ubicado en Prados del Este de la misma ciudad. Posteriormente, en el año de 1975 realiza estudios en el Instituto Pedagógico de Caracas obteniendo el título como Profesor de Geografía e Historia en la especialización “Historia Universal e Historia de Venezuela” Entre sus compañeros destaca Aristóbulo Isturis quien posteriormente fuera Ministro de Educación en Venezuela. 
En 1981 recibe la orden 27 de Junio en su tercera clase de manos del Presidente de la República Dr. Luis Herrera Campins en la sede del Palacio Presidencial , siendo esta una de las más altas condecoraciones para un educador en ejercicio. Cabe destacar que al término de su carrera también recibió la misma condecoración en su Segunda y Primera Clase. 
Para el año de 1984 con el triunfo del presidente Jaime Lusinchi del partido Acción Democrática en la cual militaba desde su juventud, atiende al llamado de sus compañeros partidistas en su estado natal Apure y renuncia a su cargo como director del Instituto Escuela en Caracas para formar parte del equipo de docentes encabezado por la profesora Carmen Volcán y cuyo objetivo era la aplicación de las nuevas estrategias político administrativas en la entidad regional a través de la Zona Educativa. Es allí cuando asume el cargo de Jefe de Educación media y diversificada del Estado Apure donde impulso entre otras cosas la reforma Curricular educativa presentando su propuesta en el encuentro Nacional de Jefes de Educación media y diversificada de todo el País. 
Durante la gobernación del Dr. Rafael Marín en 1987 es nombrado Sub director de Educación del Estado Apure y posteriormente Director del mismo despacho asumiendo la responsabilidad principal de conducir toda la política educativa estadal. 
En el año de 1992 el Dr. Darío Barrientos es electo como Alcalde de la ciudad de San Fernando de Apure y nombra al Prof. Manuel José Hidalgo como director general de la Alcaldía. Durante ese periodo asumió el cargo del Alcalde encargado durante algunos meses debido a problemas de salud por parte del alcalde electo Darío Barrientos. Fue precandidato a concejal y precandidato a Diputado pero nunca obtuvo la nominación oficial de su partido Acción Democrática.
De regreso al sistema educativo en 1996 es nombrado supervisor Nacional número 5, el mayor rango de los supervisores en la estructura administrativa de la educación venezolana, para dedicarse por entero a la administración, supervisión y asesoramiento de los centros educativos del Estado. Ayudó a consolidar la educación secundaria para adultos formando parte del grupo de profesores que impartían clases en el Liceo Lazo Martí nocturno de la ciudad de San Fernando. Escribió artículos de prensa sobre la importancia de la Educación pública y sus reformas. Realizó múltiples conferencias en los centros educativos e instituciones públicas sobre el rol del educador dentro del aula y su papel en la sociedad. Su último cargo en la administración educativa fue como Jefe del Distrito Escolar N° 1. Del Estado Apure. 
Reconocimientos y fallecimiento

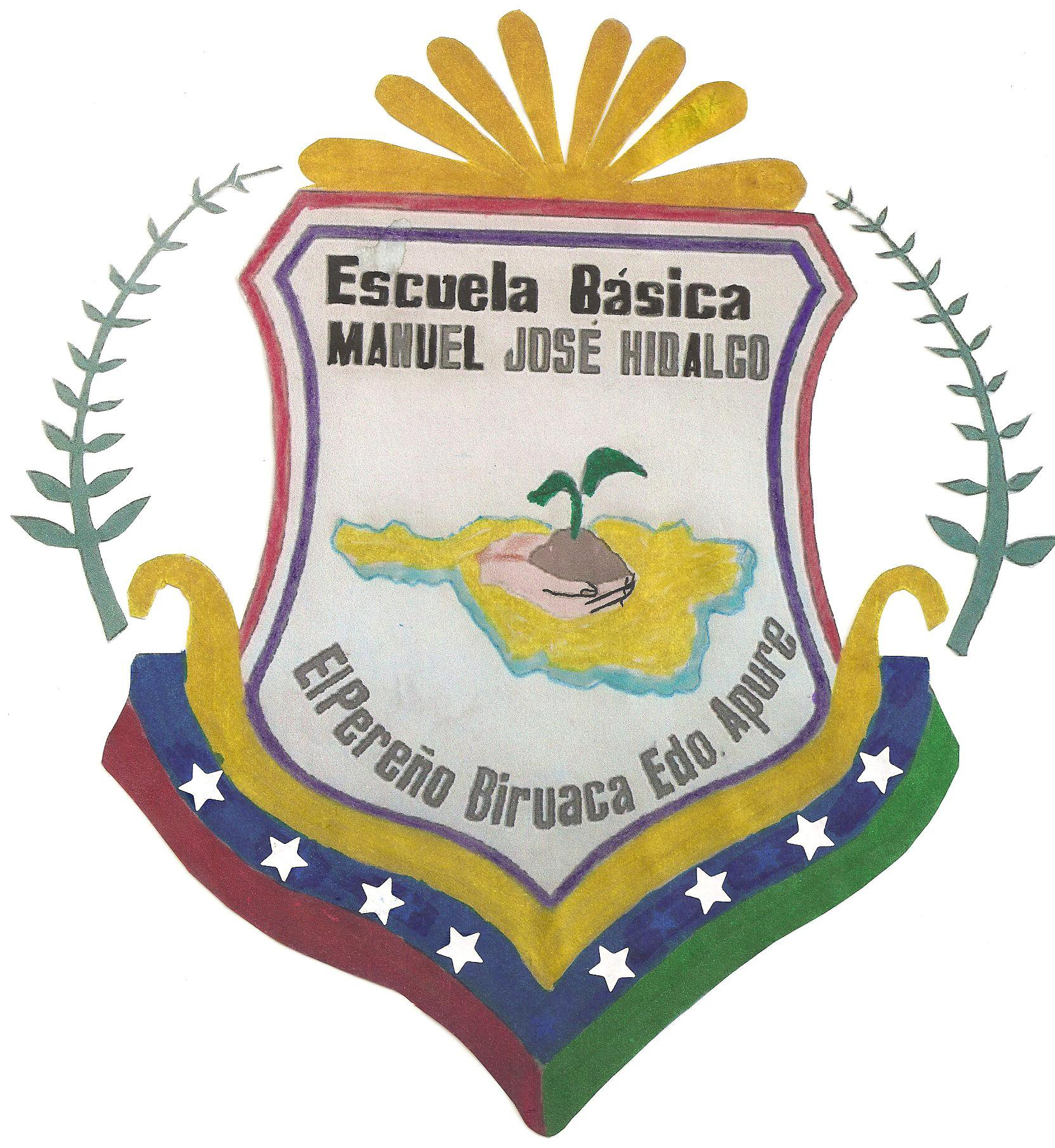
Escudo de la Escuela Básica Manuel José Hidalgo. Biruaca Estado Apure.

En vida le fueron otorgados innumerables condecoraciones y reconocimientos por parte de Instituciones públicas, privadas y militares, incluyendo la propuesta realizada por el profesor Alexis Catillo y aprobada por el Ministerio de Educación de Venezuela de nombrar una escuela ubicada en el sector del Pereño del municipio Biruaca del Estado Apure con su nombre (Escuela Básica Manuel José Hidalgo), como reconocimiento a más de 40 años de servicio en favor de la educación venezolana.
Manuel José Hidalgo muere a los 75 años en la ciudad de San Fernando de Apure en septiembre del año 2012 y sus restos permanecen en el cementerio de la capital.